# カルガリー・スタンピーダーズ
カルガリー・スタンピーダーズ（英語：Calgary Stampeders）は、カナダのアルバータ州カルガリーを本拠地とするカナディアンフットボールのプロチーム。CFLのウエスト・ディビジョン（西地区）に属する。
1935年に創設され、グレイ・カップ優勝歴は、通算8回。本拠地スタジアムはマクマーン・スタジアム。

## 過去の所属選手
- ウディ・ストロード
- エディ・ルバロン（英語版）
- ジョー・キャップ（英語版）
- ジャック・ケンプ
- ジョー・ピサーシック
- ブライアン・ピルマン
- ダグ・フルーティ
- ブランドン・ブラウナー
- アキリ・スミス（英語版）